# Huile pimentée
 (novembre 2023).
Si vous disposez d'ouvrages ou d'articles de référence ou si vous connaissez des sites web de qualité traitant du thème abordé ici, merci de compléter l'article en donnant les références utiles à sa vérifiabilité et en les liant à la section « Notes et références ».
L’huile pimentée est un condiment fabriqué en faisant infuser dans de l'huile végétale des piments. Il est utilisé dans la cuisine chinoise, coréenne, vietnamienne ou encore japonaise. D'une couleur rouge typique, elle est très différente de l'huile piquante, une huile aromatisée contenant en plus des piments des aromates et épices et qui est utilisée pour parfumer des plats comme les pizzas, les pâtes ou les crustacés. Souvent confondus, les vocables proches sémantiquement en français désignent pourtant des préparations dont la couleur, le goût, les ingrédients et les origines sont différents.
Particulièrement populaire dans la cuisine du Sichuan, elle est utilisée autant comme ingrédient de plats que comme condiment utilisé à table. Elle est parfois utilisée comme sauce de type dip pour la viande ou les dim sum. Elle est aussi utilisée dans la cuisine coréenne, comme ingrédient d'un plat de nouilles appelé jjamppong et qui est une variante du champon sino-japonais.
Elle est fabriquée à partir d'huile végétale, souvent de l'huile de soja ou de sésame, même si d'autres huiles peuvent être utilisées, y compris l'huile d'olive. D'autres épices peuvent éventuellement être infusées dans l'huile, comme le poivre du Sichuan, l'ail, ou le paprika. Les préparations vendues dans le commerce peuvent aussi inclure de l'eau, de la sauce soja ou encore du sucre. Les ingrédients solides peuvent être utilisés dans les recettes ou laissées à macérer au fond de leur récipient. Souvent vendue dans des bouteilles en verre, elle peut être préparée relativement simplement à la maison.

## Noms
L'huile pimentée se nomme en 
chinois simplifié : 辣油, 红椒油, 红油, 辣椒油, 红辣椒油 ; chinois traditionnel : 辣油, 紅椒油, 紅油, 辣椒油, 紅辣椒油 ; pinyin : làyóu, hóngjiāo yóu, hóng yóu, làjiāo yóu, hóng làjiāo yóu en japonais ラー油 (辣油, rāyu), en coréen 고추기름 (gochu gireum) en thai น้ำมันพริก (nam man phrik) et en vietnamien ớt sa tế, ớt satế.

## Japon

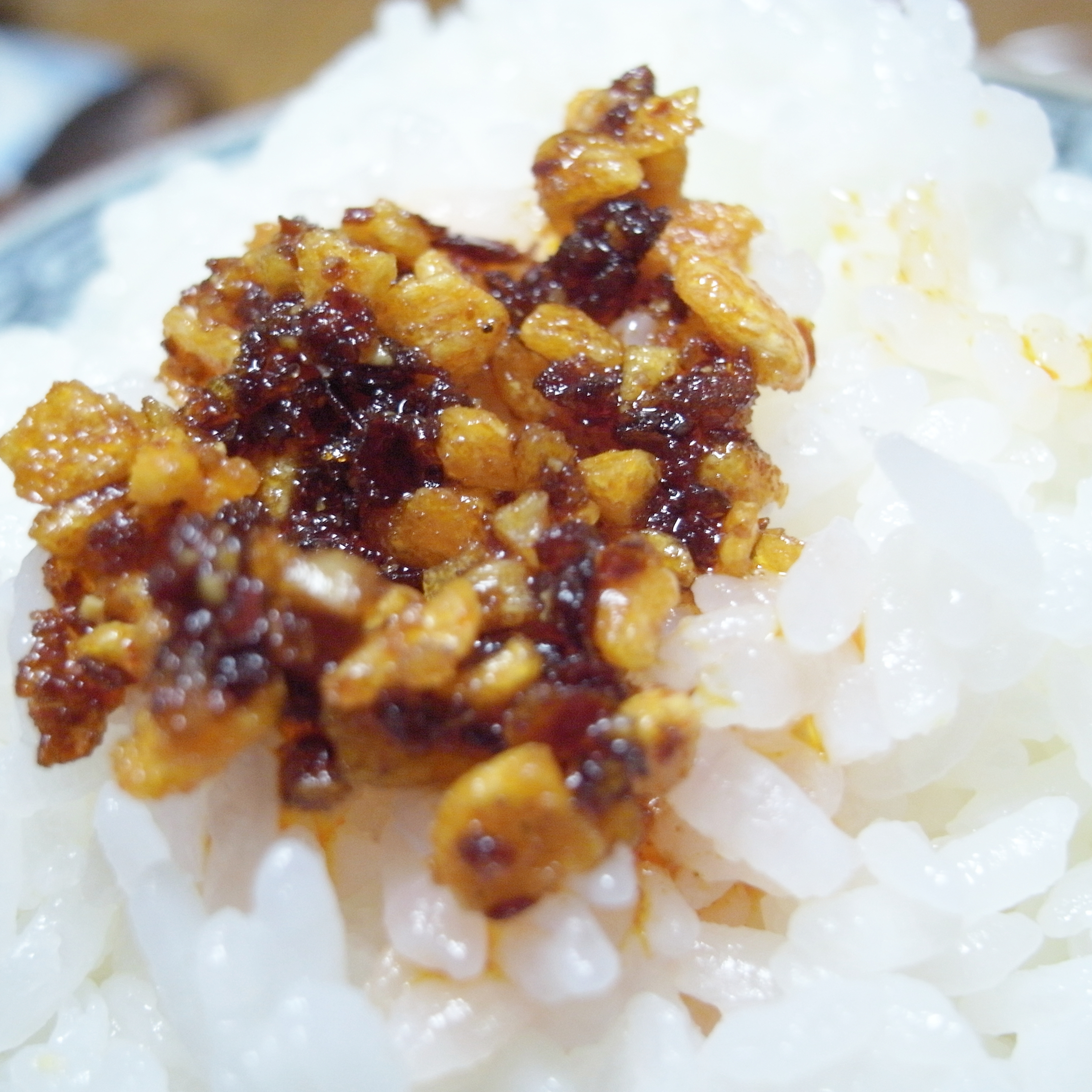
Taberu rāyu sur du riz vapeur

Dans la cuisine japonaise, l'huile pimentée est appelée rāyu (ラー油, 辣油), et est utilisée comme condiment ou ingrédient de recette. La variété la plus courante est de couleur claire, faite à partir d'huile de sésame. une version appelée taberu rāyu, moins forte et contenant divers ingrédients, se développe depuis peu au Japon.